# Dow Jones ipari átlag

A DJIA lineáris alakulása 1896 és 2018 között.

A DJIA logaritmikus alakulása 1896 és 2018 között.

A Dow Jones ipari átlag (angolul Dow Jones Industrial Average, rövidítve DJIA) az Amerikai Egyesült Államok 30 legfontosabb vállalatának tőzsdei állapotát mutatja percről percre, egyetlen mutatóban. Ezt a New York-i tőzsdéhez kötődő indexet Charles Dow, a Wall Street Journal szerkesztője alkotta meg és a szintén Dow nevéhez kötődő Dow Jones szállítási átlag (Dow Jones Transportation Average, DJTA) mellett ez a legrégebbi, mai napig is működő amerikai piaci mutató.

## Története

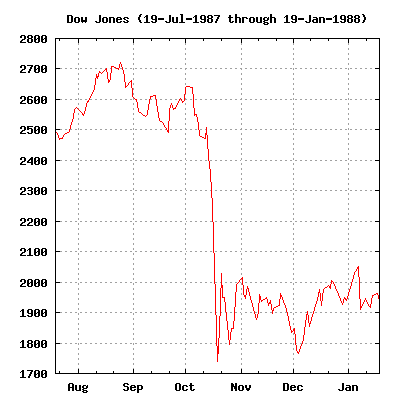
A Dow Jones 1987. október 19-ei tőzsdekrachja az 1914-es utáni nagy esés után volt a második legsúlyosabb. E „fekete pénteken” az ipari átlag 22,61%-ot esett

A Dow Jones ipari átlagot a piaci mozgásokat tanulmányozó kutatásához Charles Henry Dow amerikai újságíró hozta létre 1896. május 26-án. Az index nevének második része Edward Davis Jones statisztikushoz köthető, akinek amúgy nem sok köze volt az ipari átlaghoz azon kívül, hogy a Dow, Jones & Co. cég másik tulajdonosa volt.
Dow és Jones eredetileg nem is a tőzsdei indexekkel foglalkozott. Mindketten újságírók voltak, amikor 1882-ben Charles Bergstresserrel üzleti hírekkel foglalkozó hírügynökséget alapítottak. Ők hárman egy dél-manhattani cukorkaüzlet alagsorában rendezték be az irodájukat – az épületben később megalakult a New York-i tőzsde.
A Dow, Jones & Company minden nap kézzel írt hírlevelet adott ki. A flimsynek nevezett beszámolókat futárok szállították ki az előfizetőknek. Egy évvel később a Customers' Afternoon Letterben (ügyfelek délutáni levele) jelent meg a Dow Jones ipari átlag. Annak a 12 részvényárfolyamnak az átlagából számították ki, amely az egész akkori részvénypiac állapotát tükrözte. A mutató az első napot 40,94 ponttal zárta. (Az ügyfeleknek küldött délutáni levélből alakult ki később a The Wall Street Journal. Az első szám négyoldalas volt, és két centbe került.)
A Dow Jones ipari átlagot azonban megelőzte a Dow Jones szállítási átlag. Ez az 1884. július 3-án alapított index a világ legrégebbi tőzsdei indikátora. Alapításakor 11 közlekedési cég, főleg az akkor a kor blue chipjének számító vasúttársaságok részvényeiből állt.
A DJIA akkori 12 vállalata:
1. American Cotton Oil – átalakulása után Bestfoods, amelyet az 1990-es években megvásárolt az Unilever
2. American Sugar – 1900-ban átalakult Domino Sugarrá, ma Domino Foods, Inc.
3. American Tobacco – 1911-ben egy trösztellenes per eredményeként négyfelé választották; az egyik mai leszármazottja az R. J. Reynolds dohányipari cég
4. Chicago Gas – 1897-ben beolvadt a Peoples Gasba, ma az Integrys Energy Group része
5. Distilling & Cattle Feeding – ma Millennium Chemical
6. General Electric – ma is létező cég, 2018. június 26 óta nem része a DJIA-nak
7. Laclede Gas – ma is létező cég, 1899 óta nem része a DJIA-nak
8. National Lead – az NL Industries jogelődje, ma titán-oxid-pigmentet, a fehér festékek alapját gyártja; 1916 óta nem része a DJIA-nak
9. North American – 1946-ban feldarabolták
10. Tennessee Coal & Iron – 1907-ben felvásárolta a U.S. Steel
11. U.S. Leather – 1952-ben megszűnt
12. U.S. Rubber – 1961-ben átalakult Uniroyallá, amely 1986-ban összeolvadt a B.F. Goodrichcsel, amelyet később felvásárolt a Michelin

A DJIA történelmi mélypontját 1896 nyarán érte el 28,48 ponttal. Legnagyobb százalékos esését 1914. december 12-én könyvelhette, mivel egy nap alatt 24,39%-kal csökkent a mutató értéke. Ezzel szemben a legnagyobb egy nap alatt elért növekedésre 1933. március 15-én került sor, amikor az előző napi záróértékhez képest 15,34%-kal lett magasabb a mutató.
A mutató értéke folyamatosan nő: az 500 pontot 1956 márciusában, az 1000 pontot 1972 novemberében, a 2000 pontot 1987 januárjában, a 3000 pontot 1991 áprilisában, a 4000 pontot 1995 februárjában, az 5000 pontot 1995. november 21-én, a 10 000 pontot 1999. március 29-én, a 20 000 pontot 2017. január 25-én érte el.

## Összetevői
Az ipari átlagot kitevő cégkosarat a piaci kondíciók alapján néha megváltoztatják. A kosárban részt vevő cégeket a The Wall Street Journal szerkesztői választják ki. Egy cégcsere után az átlaghoz használt súlyozási módszert megváltoztatják, hogy maga a cégcsere ténye ne legyen befolyással az átlagra.
1999. november 1-jén a Chevront, a Goodyeart, a Sears Roebuckot és a Union Carbide-ot eltávolították a Dow Jones ipari átlagból. Helyettük felvették az Intelt, a Microsoftot, a Home Depot-t és az SBC Communicationst. 2004. április 8-án újabb változtatás történt, amikor az International Papert, az AT&T-t és az Eastman Kodakot lecserélték a Pfizerrel, a Verizonnal és az American International Group (AIG) biztosítóval. 2005. december 1-jén az AT&T eredeti tőzsdei jele, a T visszatért a DJIA-ba, miután összeolvadt az SBC Communications és az AT&T. 2008. február 19-én az Altria Groupot és a Honeywellt lecserélte a Chevron es a Bank of America.
A 2008-ban kirobbant gazdasági világválságban többek között csődközelbe került a General Motors, a CitiGroup és az AIG. Ez utóbbit érte el a válság a leghamarabb: 2008. szeptember 22-én helyét a Kraft Foods foglalta el a Dow Jones-indexben. A GM-et és a Citit 2009. június 8-án vették ki a Dow Jones-indexből, helyükre a Cisco Systems és a The Travelers Systems került. A Cisco a Microsoft és az Intel után a harmadik, NASDAQ technológiai tőzsdén cserélt részvény, amelyet felvettek a Dow Jones ipari átlagba.
A DJIA legrégebbi tagja a 102 éve, 1907. november 7-én felvett General Electric volt, de 2018-ban leváltották a Walgreens Boots Alliance Inc-re (WBA.O).

### Az átlagot képező cégek listája
| Logó | Cég                             | Ticker       | Iparág                                                                      | Átlagba kerülés dátuma                                        |
| ---- | ------------------------------- | ------------ | --------------------------------------------------------------------------- | ------------------------------------------------------------- |
|      | 3M                              | NYSE: MMM    | konglomerátum, gyártóipar                                                   | 1976. augusztus 9. (Minnesota Mining and Manufacturing néven) |
|      | American Express                | NYSE: AXP    | lakossági finanszírozás                                                     | 1982. augusztus 30.                                           |
|      | Apple                           | NASDAQ: AAPL | fogyasztói elektronika                                                      | 2015. március 18.                                             |
|      | Boeing                          | NYSE: BA     | repülőipar/hadiipar                                                         | 1987. március 12.                                             |
|      | Caterpillar Inc.                | NYSE: CAT    | munkagép- és teherautó-gyártás                                              | 1991. május 6.                                                |
|      | Chevron Corporation             | NYSE: CVX    | olaj- és földgázipar                                                        | 2008. február 19.                                             |
|      | Cisco Systems                   | NASDAQ: CSCO | informatikai hálózatok                                                      | 2009. június 6.                                               |
|      | Coca-Cola                       | NYSE: KO     | üdítőital-gyártás                                                           | 1987. március 12.                                             |
|      | DuPont                          | NYSE: DD     | vegyipar                                                                    | 1935. november 20.                                            |
|      | ExxonMobil                      | NYSE: XOM    | olaj- és földgázipar                                                        | 1928. október 1. (Standard Oil néven)                         |
|      | Goldman Sachs                   | NYSE: GS     | pénzügyi szolgáltatások                                                     | 2013. szeptember 20.                                          |
|      | Home Depot                      | NYSE: HD     | barkácsbolthálózat                                                          | 1999. november 1.                                             |
|      | IBM                             | NYSE: IBM    | számítógépipar                                                              | 1979. június 29.                                              |
|      | Johnson & Johnson               | NYSE: JNJ    | egészségügyi, gyógyszer- és szépségipar                                     | 1997. március 17.                                             |
|      | JPMorgan Chase                  | NYSE: JPM    | banki szolgáltatások                                                        | 1991. május 6. (J.P. Morgan & Company néven)                  |
|      | McDonald’s                      | NYSE: MCD    | étteremlánc                                                                 | 1985. október 30.                                             |
|      | Merck                           | NYSE: MRK    | gyógyszeripar                                                               | 1979. június 29.                                              |
|      | Microsoft                       | NASDAQ: MSFT | szoftveripar                                                                | 1999. november 1.                                             |
|      | Nike                            | NYSE: NKE    | ruházat                                                                     | 2013. szeptember 20.                                          |
|      | Nvidia                          | NASDAQ: NVDA | chipgyártás, félvezetők                                                     | 2024. november 8.                                             |
|      | Pfizer                          | NYSE: PFE    | gyógyszeripar                                                               | 2004. április 8.                                              |
|      | Procter & Gamble                | NYSE: PG     | fogyasztói javak                                                            | 1932. május 26.                                               |
|      | Travelers                       | NYSE: TRV    | biztosító                                                                   | 2009. június 6.                                               |
|      | UnitedHealth Group              | NYSE: UNH    | egészségügyi ellátás                                                        | 2012. szeptember 24.                                          |
|      | United Technologies Corporation | NYSE: UTX    | konglomerátum (fő: repülőgépmotor-, felvonó-, ill. légkondicionáló-gyártás) | 1939. március 14. (United Aircraft néven)                     |
|      | Walgreens Boots Alliance        | NYSE: WBA    | konglomerátum (gyógyszeripar, egészségügy)                                  | 2018. június 26.                                              |
|      | Verizon                         | NYSE: VZ     | telekommunikáció                                                            | 2004. április 8.                                              |
|      | Visa                            | NYSE: V      | lakossági finanszírozás                                                     | 2013. szeptember 20.                                          |
|      | Walmart                         | NYSE: WMT    | kiskereskedelmi bolthálózat                                                 | 1997. március 17.                                             |
|      | Walt Disney                     | NYSE: DIS    | szórakoztatóipar, média                                                     | 1991. május 6.                                                |

## Számítása
A mutató értékét kezdetben egyszerű számtani átlaggal számolták, azaz összeadták a részvények értékét, majd elosztották a részvények számával.
Később ezen a módszeren finomítottak, és a következő képlettel számolják jelenleg is a mutató értékét:
{\displaystyle DJIA={\sum p \over d}}
ahol p a részvények ára és d a DJIA osztó – egy olyan szám, amely a részvények osztalékfizetésétől és egyéb eseményektől függ.

### A mutató teljesítménye
- Grafikon a mutató alakulásáról (1928-tól napjainkig) – lineáris skálán
- Grafikon a mutató alakulásáról (1928-tól napjainkig) – logaritmikus skálán
- A DJIA elemeinek listája